# Le Christ enfant méditant sur la Crucifixion
 (février 2025).
Si vous disposez d'ouvrages ou d'articles de référence ou si vous connaissez des sites web de qualité traitant du thème abordé ici, merci de compléter l'article en donnant les références utiles à sa vérifiabilité et en les liant à la section « Notes et références ».
Le Christ enfant méditant sur la Crucifixion est un tableau des frères Le Nain probablement réalisé entre 1642 et 1648.
Cette huile sur toile est une peinture chrétienne qui représente l'Enfant Jésus méditant à genoux parmi les Arma Christi (croix, clous, tenaille, marteau, Sainte Éponge, dés, échelle, lanterne…), sur fond de ciel sombre et de lumières célestes.
Redécouverte chez une septuagénaire en Vendée en octobre 2017, l'œuvre est déclarée trésor national en avril 2018 puis est finalement acquise, en juin suivant lors d'une vente aux enchères au château d'Artigny, par un collectionneur privé pour 3,6 millions d'euros, frais inclus.